# Erol Önderoğlu
Erol Önderoğlu, né en 1969 à Istanbul, est un journaliste turc. Il possède également la nationalité française.

## Biographie
Il étudie la philologie française puis rejoint Reporters sans frontières en 1996, dont il devient le représentant en Turquie. Il crée le média numérique Bianet.org, qui publie des rapports sur la liberté de la presse dans le pays. Couvrant de nombreux procès, défendant des confrères journalistes, il est poursuivi en 2016 dans le cadre des purges suivant la tentative de coup d'État pour avoir soutenu le journal d'opposition Özgür Gündem et est convoqué par la justice pour « propagande terroriste ». Il risque 14 ans de prison.